# دابا مودیبو کیتا
دابا مودیبو کیتا (Daba Modibo Keïta؛ متولد ۵ آوریل ۱۹۸۱) یک ورزشکار تکواندوی مالی است. کیتا از سال ۱۹۹۶ در مسابقات بین‌المللی شرکت کرده و در سال ۲۰۰۷ به سنگین‌وزن رسیده‌است (۸۴+ کیلوگرم) او قهرمان مسابقات قهرمانی تکواندو جهان ۲۰۰۷ در پکن شد و در هر دو دوره المپیک تابستانی ۲۰۰۸ و ۲۰۱۲ در وزن ۸۰+ کیلوگرم شرکت کرد.

## قهرمان جهان در سال ۲۰۰۷
در مسابقات قهرمانی تکواندو جهان ۲۰۰۷ در پکن با وجود پارگی عضله کمر قبل از بازی نهایی، کیتا مدال طلای سنگین‌وزن (۸۴ کیلوگرم) را با غلبه بر مرتضی رستمی از ایران، از آن خود کرد. وی اولین فرد از جنوب صحرای آفریقا است که عنوان قهرمانی جهان تکواندو را به خود اختصاص داده و در مالی به یک قهرمان ملی تبدیل شده‌است. خود کیتا اظهار داشته‌است که «کسب عنوان جهانی برای یک آفریقایی یا کسی از یک کشور در حال توسعه تقریباً قابل تصور نبود».